# Margaretha van Bourbon-Parma

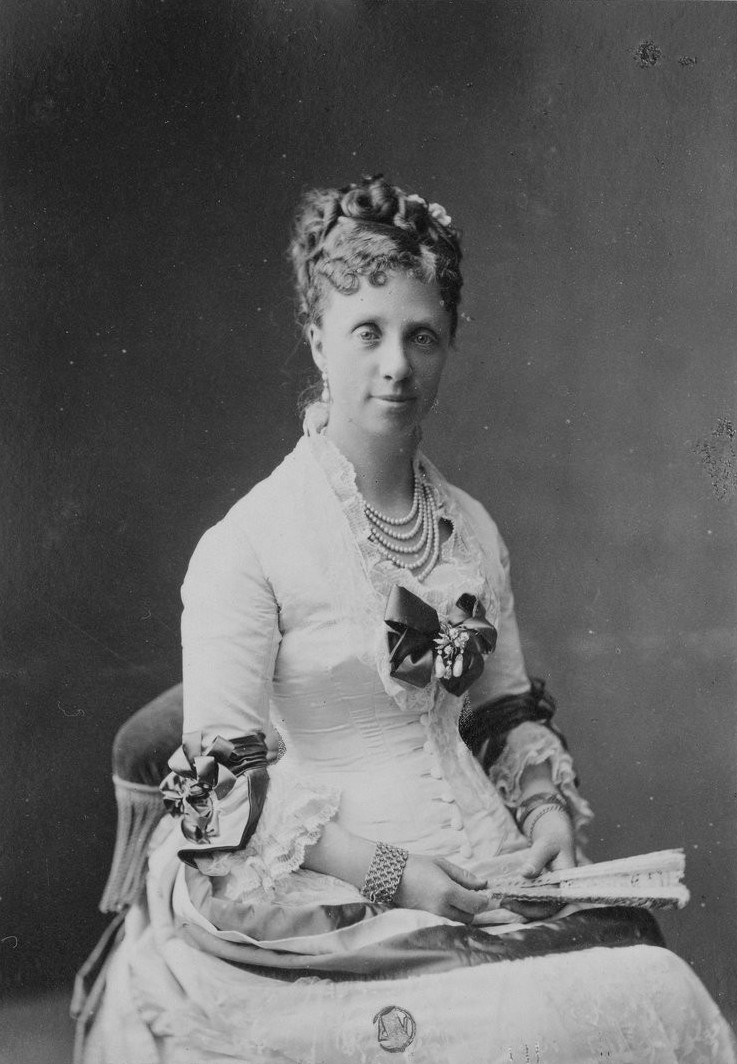
Margaretha van Bourbon-Parma.

Margaretha Maria Theresa Henriëtte van Bourbon-Parma (Lucca, 1 januari 1847 - Viareggio, 29 januari 1893) was van 1868 tot aan haar dood titulair koningin van Spanje en van 1887 tot aan haar dood titulair koningin van Frankrijk en Navarra. Ze behoorde tot het huis Bourbon-Parma.

## Levensloop
Margaretha was de oudste dochter van hertog Karel III van Parma uit diens huwelijk met Louise Maria van Frankrijk, dochter van hertog Karel Ferdinand van Berry en kleindochter van koning Karel X van Frankrijk. Ze was ook een neef van graaf Hendrik van Chambord, van 1844 tot 1883 legitimistisch troonpretendent van Frankrijk en Navarra.
Op 4 oktober 1867 huwde ze in het Slot van Frohsdorf in het keizerrijk Oostenrijk met Carlos (1848-1909), hertog van Madrid en zoon van graaf Juan van Montizón, carlistisch troonpretendent van Spanje. In 1868 deed haar schoonvader afstand van zijn rechten op de Spaanse troon, waarna Carlos de nieuwe carlistische troonpretendent werd en Margaretha de titel van koningin van Spanje ging dragen. Nadat haar oom Hendrik van Chambord in 1883 overleed, erfde haar schoonvader Juan diens aanspraken op de Franse troon. Na de dood van Juan in 1887 werd Carlos de nieuwe legitimistische troonpretendent van Frankrijk en Navarra. Hierdoor was Margaretha vanaf dan ook titulair koningin van Frankrijk en Navarra. 
Margaretha van Bourbon-Parma stierf in januari 1893 in Viareggio, Toscane. Haar echtgenoot Carlos hertrouwde een jaar later met Berthe de Rohan.

## Nakomelingen
Margaretha en haar echtgenoot Carlos kregen vijf kinderen:
- Blanca (1868-1949), huwde in 1889 met aartshertog Leopold Salvator van Oostenrijk.
- Jaime (1870-1931), carlistisch troonpretendent van Spanje en legitimistisch troonpretendent van Frankrijk.
- Elvira (1871-1929)
- Beatriz (1874-1961), huwde in 1897 met prins Fabrizio Massimo di Roviano
- Alicia (1876-1975), huwde eerst in 1897 met prins Friedrich von Schönburg-Waldenburg, van wie ze uiteindelijk scheidde, en daarna in 1906 met Lino del Prete

## Kwartierstaat
| Lodewijk I van Etrurië (1773-1803) | Lodewijk I van Etrurië (1773-1803) | Lodewijk I van Etrurië (1773-1803) | Lodewijk I van Etrurië (1773-1803) | Lodewijk I van Etrurië (1773-1803)     | Lodewijk I van Etrurië (1773-1803)     | Maria Louisa van Bourbon (1782−1824)   | Maria Louisa van Bourbon (1782−1824)   | Maria Louisa van Bourbon (1782−1824)   | Maria Louisa van Bourbon (1782−1824)   | Maria Louisa van Bourbon (1782−1824)    | Maria Louisa van Bourbon (1782−1824)    |                                          |                                          | Victor Emanuel I van Sardinië (1759-1824) | Victor Emanuel I van Sardinië (1759-1824) | Victor Emanuel I van Sardinië (1759-1824) | Victor Emanuel I van Sardinië (1759-1824) | Victor Emanuel I van Sardinië (1759-1824) | Victor Emanuel I van Sardinië (1759-1824) | Maria Theresia van Oostenrijk-Este (1773-1832) | Maria Theresia van Oostenrijk-Este (1773-1832) | Maria Theresia van Oostenrijk-Este (1773-1832) | Maria Theresia van Oostenrijk-Este (1773-1832) | Maria Theresia van Oostenrijk-Este (1773-1832) | Maria Theresia van Oostenrijk-Este (1773-1832) |  |  | Karel X van Frankrijk (1757-1836)   | Karel X van Frankrijk (1757-1836)   | Karel X van Frankrijk (1757-1836)   | Karel X van Frankrijk (1757-1836)   | Karel X van Frankrijk (1757-1836)     | Karel X van Frankrijk (1757-1836)     | Maria Theresia van Savoye (1756−1805) | Maria Theresia van Savoye (1756−1805) | Maria Theresia van Savoye (1756−1805) | Maria Theresia van Savoye (1756−1805) | Maria Theresia van Savoye (1756−1805)  | Maria Theresia van Savoye (1756−1805)  |                                        |                                        | Frans I der Beide Siciliën (1777-1830) | Frans I der Beide Siciliën (1777-1830) | Frans I der Beide Siciliën (1777-1830)         | Frans I der Beide Siciliën (1777-1830)         | Frans I der Beide Siciliën (1777-1830)         | Frans I der Beide Siciliën (1777-1830)         | Maria Clementine van Oostenrijk (1777-1801)    | Maria Clementine van Oostenrijk (1777-1801)    | Maria Clementine van Oostenrijk (1777-1801) | Maria Clementine van Oostenrijk (1777-1801) | Maria Clementine van Oostenrijk (1777-1801) | Maria Clementine van Oostenrijk (1777-1801) |  |  |  |  |  |  |  |  |  |  |  |  |  |  |  |  |  |  |  |  |  |  |  |  |  |  |  |  |  |  |  |  |  |  |  |  |  |  |  |  |  |  |  |  |  |  |  |  |
| Lodewijk I van Etrurië (1773-1803) | Lodewijk I van Etrurië (1773-1803) | Lodewijk I van Etrurië (1773-1803) | Lodewijk I van Etrurië (1773-1803) | Lodewijk I van Etrurië (1773-1803)     | Lodewijk I van Etrurië (1773-1803)     | Maria Louisa van Bourbon (1782−1824)   | Maria Louisa van Bourbon (1782−1824)   | Maria Louisa van Bourbon (1782−1824)   | Maria Louisa van Bourbon (1782−1824)   | Maria Louisa van Bourbon (1782−1824)    | Maria Louisa van Bourbon (1782−1824)    |                                          |                                          | Victor Emanuel I van Sardinië (1759-1824) | Victor Emanuel I van Sardinië (1759-1824) | Victor Emanuel I van Sardinië (1759-1824) | Victor Emanuel I van Sardinië (1759-1824) | Victor Emanuel I van Sardinië (1759-1824) | Victor Emanuel I van Sardinië (1759-1824) | Maria Theresia van Oostenrijk-Este (1773-1832) | Maria Theresia van Oostenrijk-Este (1773-1832) | Maria Theresia van Oostenrijk-Este (1773-1832) | Maria Theresia van Oostenrijk-Este (1773-1832) | Maria Theresia van Oostenrijk-Este (1773-1832) | Maria Theresia van Oostenrijk-Este (1773-1832) |  |  | Karel X van Frankrijk (1757-1836)   | Karel X van Frankrijk (1757-1836)   | Karel X van Frankrijk (1757-1836)   | Karel X van Frankrijk (1757-1836)   | Karel X van Frankrijk (1757-1836)     | Karel X van Frankrijk (1757-1836)     | Maria Theresia van Savoye (1756−1805) | Maria Theresia van Savoye (1756−1805) | Maria Theresia van Savoye (1756−1805) | Maria Theresia van Savoye (1756−1805) | Maria Theresia van Savoye (1756−1805)  | Maria Theresia van Savoye (1756−1805)  |                                        |                                        | Frans I der Beide Siciliën (1777-1830) | Frans I der Beide Siciliën (1777-1830) | Frans I der Beide Siciliën (1777-1830)         | Frans I der Beide Siciliën (1777-1830)         | Frans I der Beide Siciliën (1777-1830)         | Frans I der Beide Siciliën (1777-1830)         | Maria Clementine van Oostenrijk (1777-1801)    | Maria Clementine van Oostenrijk (1777-1801)    | Maria Clementine van Oostenrijk (1777-1801) | Maria Clementine van Oostenrijk (1777-1801) | Maria Clementine van Oostenrijk (1777-1801) | Maria Clementine van Oostenrijk (1777-1801) |  |  |  |  |  |  |  |  |  |  |  |  |  |  |  |  |  |  |  |  |  |  |  |  |  |  |  |  |  |  |  |  |  |  |  |  |  |  |  |  |  |  |  |  |  |  |  |  |
|                                    |                                    |                                    |                                    |                                        |                                        |                                        |                                        |                                        |                                        |                                         |                                         |                                          |                                          |                                           |                                           |                                           |                                           |                                           |                                           |                                                |                                                |                                                |                                                |                                                |                                                |  |  |                                     |                                     |                                     |                                     |                                       |                                       |                                       |                                       |                                       |                                       |                                        |                                        |                                        |                                        |                                        |                                        |                                                |                                                |                                                |                                                |                                                |                                                |                                             |                                             |                                             |                                             |  |  |  |  |  |  |  |  |  |  |  |  |  |  |  |  |  |  |  |  |  |  |  |  |  |  |  |  |  |  |  |  |  |  |  |  |  |  |  |  |  |  |  |  |  |  |  |  |
|                                    |                                    |                                    |                                    | Karel II van Bourbon-Parma (1799-1883) | Karel II van Bourbon-Parma (1799-1883) | Karel II van Bourbon-Parma (1799-1883) | Karel II van Bourbon-Parma (1799-1883) | Karel II van Bourbon-Parma (1799-1883) | Karel II van Bourbon-Parma (1799-1883) |                                         |                                         |                                          |                                          |                                           |                                           | Maria Theresia van Sardinië (1803-1879)   | Maria Theresia van Sardinië (1803-1879)   | Maria Theresia van Sardinië (1803-1879)   | Maria Theresia van Sardinië (1803-1879)   | Maria Theresia van Sardinië (1803-1879)        | Maria Theresia van Sardinië (1803-1879)        |                                                |                                                |                                                |                                                |  |  |                                     |                                     |                                     |                                     | Karel Ferdinand van Berry (1778−1820) | Karel Ferdinand van Berry (1778−1820) | Karel Ferdinand van Berry (1778−1820) | Karel Ferdinand van Berry (1778−1820) | Karel Ferdinand van Berry (1778−1820) | Karel Ferdinand van Berry (1778−1820) |                                        |                                        |                                        |                                        |                                        |                                        | Maria Carolina van Bourbon-Sicilië (1798−1870) | Maria Carolina van Bourbon-Sicilië (1798−1870) | Maria Carolina van Bourbon-Sicilië (1798−1870) | Maria Carolina van Bourbon-Sicilië (1798−1870) | Maria Carolina van Bourbon-Sicilië (1798−1870) | Maria Carolina van Bourbon-Sicilië (1798−1870) |                                             |                                             |                                             |                                             |  |  |  |  |  |  |  |  |  |  |  |  |  |  |  |  |  |  |  |  |  |  |  |  |  |  |  |  |  |  |  |  |  |  |  |  |  |  |  |  |  |  |  |  |  |  |  |  |
|                                    |                                    |                                    |                                    | Karel II van Bourbon-Parma (1799-1883) | Karel II van Bourbon-Parma (1799-1883) | Karel II van Bourbon-Parma (1799-1883) | Karel II van Bourbon-Parma (1799-1883) | Karel II van Bourbon-Parma (1799-1883) | Karel II van Bourbon-Parma (1799-1883) |                                         |                                         |                                          |                                          |                                           |                                           | Maria Theresia van Sardinië (1803-1879)   | Maria Theresia van Sardinië (1803-1879)   | Maria Theresia van Sardinië (1803-1879)   | Maria Theresia van Sardinië (1803-1879)   | Maria Theresia van Sardinië (1803-1879)        | Maria Theresia van Sardinië (1803-1879)        |                                                |                                                |                                                |                                                |  |  |                                     |                                     |                                     |                                     | Karel Ferdinand van Berry (1778−1820) | Karel Ferdinand van Berry (1778−1820) | Karel Ferdinand van Berry (1778−1820) | Karel Ferdinand van Berry (1778−1820) | Karel Ferdinand van Berry (1778−1820) | Karel Ferdinand van Berry (1778−1820) |                                        |                                        |                                        |                                        |                                        |                                        | Maria Carolina van Bourbon-Sicilië (1798−1870) | Maria Carolina van Bourbon-Sicilië (1798−1870) | Maria Carolina van Bourbon-Sicilië (1798−1870) | Maria Carolina van Bourbon-Sicilië (1798−1870) | Maria Carolina van Bourbon-Sicilië (1798−1870) | Maria Carolina van Bourbon-Sicilië (1798−1870) |                                             |                                             |                                             |                                             |  |  |  |  |  |  |  |  |  |  |  |  |  |  |  |  |  |  |  |  |  |  |  |  |  |  |  |  |  |  |  |  |  |  |  |  |  |  |  |  |  |  |  |  |  |  |  |  |
|                                    |                                    |                                    |                                    |                                        |                                        |                                        |                                        |                                        |                                        | Karel III van Bourbon-Parma (1823-1854) | Karel III van Bourbon-Parma (1823-1854) | Karel III van Bourbon-Parma (1823-1854)  | Karel III van Bourbon-Parma (1823-1854)  | Karel III van Bourbon-Parma (1823-1854)   | Karel III van Bourbon-Parma (1823-1854)   |                                           |                                           |                                           |                                           |                                                |                                                |                                                |                                                |                                                |                                                |  |  |                                     |                                     |                                     |                                     |                                       |                                       |                                       |                                       |                                       |                                       | Louise Maria van Frankrijk (1819-1864) | Louise Maria van Frankrijk (1819-1864) | Louise Maria van Frankrijk (1819-1864) | Louise Maria van Frankrijk (1819-1864) | Louise Maria van Frankrijk (1819-1864) | Louise Maria van Frankrijk (1819-1864) |                                                |                                                |                                                |                                                |                                                |                                                |                                             |                                             |                                             |                                             |  |  |  |  |  |  |  |  |  |  |  |  |  |  |  |  |  |  |  |  |  |  |  |  |  |  |  |  |  |  |  |  |  |  |  |  |  |  |  |  |  |  |  |  |  |  |  |  |
|                                    |                                    |                                    |                                    |                                        |                                        |                                        |                                        |                                        |                                        | Karel III van Bourbon-Parma (1823-1854) | Karel III van Bourbon-Parma (1823-1854) | Karel III van Bourbon-Parma (1823-1854)  | Karel III van Bourbon-Parma (1823-1854)  | Karel III van Bourbon-Parma (1823-1854)   | Karel III van Bourbon-Parma (1823-1854)   |                                           |                                           |                                           |                                           |                                                |                                                |                                                |                                                |                                                |                                                |  |  |                                     |                                     |                                     |                                     |                                       |                                       |                                       |                                       |                                       |                                       | Louise Maria van Frankrijk (1819-1864) | Louise Maria van Frankrijk (1819-1864) | Louise Maria van Frankrijk (1819-1864) | Louise Maria van Frankrijk (1819-1864) | Louise Maria van Frankrijk (1819-1864) | Louise Maria van Frankrijk (1819-1864) |                                                |                                                |                                                |                                                |                                                |                                                |                                             |                                             |                                             |                                             |  |  |  |  |  |  |  |  |  |  |  |  |  |  |  |  |  |  |  |  |  |  |  |  |  |  |  |  |  |  |  |  |  |  |  |  |  |  |  |  |  |  |  |  |  |  |  |  |
|                                    |                                    |                                    |                                    |                                        |                                        |                                        |                                        |                                        |                                        |                                         |                                         |                                          |                                          |                                           |                                           |                                           |                                           |                                           |                                           |                                                |                                                |                                                |                                                |                                                |                                                |  |  |                                     |                                     |                                     |                                     |                                       |                                       |                                       |                                       |                                       |                                       |                                        |                                        |                                        |                                        |                                        |                                        |                                                |                                                |                                                |                                                |                                                |                                                |                                             |                                             |                                             |                                             |  |  |  |  |  |  |  |  |  |  |  |  |  |  |  |  |  |  |  |  |  |  |  |  |  |  |  |  |  |  |  |  |  |  |  |  |  |  |  |  |  |  |  |  |  |  |  |  |
|                                    |                                    |                                    |                                    |                                        |                                        |                                        |                                        |                                        |                                        |                                         |                                         |                                          |                                          |                                           |                                           |                                           |                                           |                                           |                                           |                                                |                                                |                                                |                                                |                                                |                                                |  |  |                                     |                                     |                                     |                                     |                                       |                                       |                                       |                                       |                                       |                                       |                                        |                                        |                                        |                                        |                                        |                                        |                                                |                                                |                                                |                                                |                                                |                                                |                                             |                                             |                                             |                                             |  |  |  |  |  |  |  |  |  |  |  |  |  |  |  |  |  |  |  |  |  |  |  |  |  |  |  |  |  |  |  |  |  |  |  |  |  |  |  |  |  |  |  |  |  |  |  |  |
|                                    |                                    |                                    |                                    |                                        |                                        |                                        |                                        |                                        |                                        |                                         |                                         | Margaretha van Bourbon-Parma (1847-1893) | Margaretha van Bourbon-Parma (1847-1893) | Margaretha van Bourbon-Parma (1847-1893)  | Margaretha van Bourbon-Parma (1847-1893)  | Margaretha van Bourbon-Parma (1847-1893)  | Margaretha van Bourbon-Parma (1847-1893)  |                                           |                                           | Robert I van Bourbon-Parma (1848-1907)         | Robert I van Bourbon-Parma (1848-1907)         | Robert I van Bourbon-Parma (1848-1907)         | Robert I van Bourbon-Parma (1848-1907)         | Robert I van Bourbon-Parma (1848-1907)         | Robert I van Bourbon-Parma (1848-1907)         |  |  | Alice van Bourbon-Parma (1849-1935) | Alice van Bourbon-Parma (1849-1935) | Alice van Bourbon-Parma (1849-1935) | Alice van Bourbon-Parma (1849-1935) | Alice van Bourbon-Parma (1849-1935)   | Alice van Bourbon-Parma (1849-1935)   |                                       |                                       | Hendrik van Bourbon-Parma (1851-1905) | Hendrik van Bourbon-Parma (1851-1905) | Hendrik van Bourbon-Parma (1851-1905)  | Hendrik van Bourbon-Parma (1851-1905)  | Hendrik van Bourbon-Parma (1851-1905)  | Hendrik van Bourbon-Parma (1851-1905)  |                                        |                                        |                                                |                                                |                                                |                                                |                                                |                                                |                                             |                                             |                                             |                                             |  |  |  |  |  |  |  |  |  |  |  |  |  |  |  |  |  |  |  |  |  |  |  |  |  |  |  |  |  |  |  |  |  |  |  |  |  |  |  |  |  |  |  |  |  |  |  |  |